# Saint-Félix-de-Pallières
Saint-Félix-de-Pallières is een gemeente in het Franse departement Gard (regio Occitanie) en telt 235 inwoners (2005). De plaats maakt deel uit van het arrondissement Le Vigan.

## Geografie
De oppervlakte van Saint-Félix-de-Pallières bedraagt 18,6 km², de bevolkingsdichtheid is 12,6 inwoners per km².
De onderstaande kaart toont de ligging van Saint-Félix-de-Pallières met de belangrijkste infrastructuur en aangrenzende gemeenten.

## Demografie
Onderstaande figuur toont het verloop van het inwonertal (bron: INSEE-tellingen).